# Evlin Bahçeban
Evlin Bahçeban, també coneguda com a Evelyn Baghtcheban, (Mersin, 1928 - Istanbul, 31 d'octubre de 2010) va ser una pianista i cantant d'òpera turca.
Filla d'un turc i una francesa, Evlin Bahçeban es va casar amb Samin Baghtcheban, àzeri iranià, compositor de l'himne anomenat Yaşa (Visca!) dedicat a Atatürk. La parella es va conèixer quan eren estudiants del Conservatori Estatal a Ankara i Evlin Bahçeban va viure una part de la seva vida a Teheran, on va treballar com a professora de música clàssica. També va ser professora de piano al Conservatori d'Istanbul, a la Universitat Mimar Sinan. El seu fill, Kaveh Bahçeban, també és músic i treballa com a professor de la Universitat Tècnica de Yıldız a Istanbul.